# Phellinocis erwin
Phellinocis erwini es una especie de coleóptero de la familia Ciidae.

## Distribución geográfica
Habita en Panamá.

## Taxonomía
La especie fue nombrada en honor al Dr. Terry Erwin, en reconocimiento a sus contribuciones a la entomología neotropical y su apoyo durante el trabajo de campo en Panamá en 1975.